# Parlamentsvalget i Portugal 1861
Parlamentsvalget i Portugal 1861 blev afholdt den 22. april 1861.

## Partier
- Históricos
- Regeneradores

## Resultater
| Parti                           | Stemmer | %  | Mandater |
| ------------------------------- | ------- | -- | -------- |
| Históricos                      |         | 78 |          |
| Regeneradores                   |         | 22 | 40       |
| Total                           |         |    | 177      |
| Note: Tabellen er ufuldstændig. |         |    |          |
| Kilde:                          |         |    |          |